# ISO 3166-2:FJ
Die Liste der ISO-3166-2-Codes für  Fidschi enthält die Codes für die vier fidschianischen Divisionen, einen besonderen Verwaltungsbezirk und 14 Provinzen.

Die Codes bestehen aus zwei Teilen, die durch einen Bindestrich voneinander getrennt sind. Der erste Teil gibt den Landescode gemäß ISO 3166-1 (für  Fidschi FJ), der zweite den Code für die Division, die Verwaltungszone bzw. die Provinz wieder.
Die aktuellen Codes stehen auf der Seite der ISO unter #iso:code:3166:FJ zur Verfügung.

## Kodierliste

### Divisionsebene

Divisionen und Verwaltungsbezirk Rotuma Fidschis

| Division | Code |
| -------- | ---- |
| Central  | FJ-C |
| Eastern  | FJ-E |
| Northern | FJ-N |
| Rotuma 1 | FJ-R |
| Western  | FJ-W |

### Provinzebene
| Provinz        | D. 2 | Code  |
| -------------- | ---- | ----- |
| Ba             | W    | FJ-01 |
| Bua            | N    | FJ-02 |
| Cakaudrove     | N    | FJ-03 |
| Kadavu         | E    | FJ-04 |
| Lau            | E    | FJ-05 |
| Lomaiviti      | E    | FJ-06 |
| Macuata        | N    | FJ-07 |
| Nadroga-Navosa | W    | FJ-08 |
| Naitasiri      | C    | FJ-09 |
| Namosi         | C    | FJ-10 |
| Ra             | W    | FJ-11 |
| Rewa           | C    | FJ-12 |
| Serua          | C    | FJ-13 |
| Tailevu        | C    | FJ-14 |